# Eulasia bombyliformis pygidialis
Eulasia bombyliformis pygidialis es una subespecie de coleóptero de la familia Glaphyridae.

## Distribución geográfica
Habita en Turquía.